# Chris Olivero
Chris Olivero (Stockton, 15 ottobre 1984) è un attore statunitense.
Olivero è noto soprattutto per la serie Tv Kyle XY, dove interpreta il personaggio di Declan McDonough, ma ha partecipato anche a molte altre serie come CSI: Miami, 24, Boston Public e Ghost Whisperer.
Il 12 agosto 2006 ha sposato l'attrice del telefilm Summerland Alexandra Picatto.

## Filmografia parziale

### Televisione
- Due gemelle e un pallone (Double Teamed), regia di Duwayne Dunham – film TV (2002)
- NCIS - Unità anticrimine (NCIS) – serie TV, episodio 1x03 (2003)
- A me gli occhi... (Now You See It...), regia di Duwayne Dunham – film TV (2005)
- Kyle XY – serie TV, 43 episodi (2006-2009)
- NCIS: Los Angeles – serie TV, episodio 6x10 (2003)

## Doppiatori italiani
Nelle versioni in italiano delle opere in cui ha recitato, Chris Olivero è stato doppiato da:
- Lorenzo Scattorin in Due gemelle e un pallone
- Giorgio Milana in NCIS: Los Angeles
- Alessandro Tiberi in A me gli occhi...
- Paolo Vivio in Kyle XY
- Leonardo Graziano in 24